# Stephenson (Santa Fe)
Stephenson es una localidad del departamento Constitución, provincia de Santa Fe, República Argentina. Se ubica a 30 km de la ciudad de Villa Constitución (Cabecera Departamental), entre las localidades de J.B. Molina y Cepeda. Está en la jurisdicción de la comuna de Cepeda.

## Población
De acuerdo al censo de 2010 contaba con 54 habitantes (Indec, 2010), lo que representa un descenso del 34% frente a los 82 habitantes (Indec, 2001) del censo anterior, aunque mediciones posteriores (2015) detallan 34 habitantes. 
| Gráfica de evolución demográfica de Stephenson entre 1991 y 2010 |
|                                                                  |
| Fuente: Censos nacionales del INDEC                              |

## Ferrocarril
- Estación Stephenson

## Escuelas de Educación Común y Adultos
- Escuela rural

## Entidades Deportivas y Sociales
- Stephenson Fútbol Club